# Gerd Kafka
Gerd Kafka (Salzburg, 25 augustus 1961) is een Oostenrijks voormalig motorcoureur. Hij is eenmalig Grand Prix-winnaar in het wereldkampioenschap wegrace.

## Carrière
Kafka maakte in 1984 zijn internationale motorsportdebuut in de 80cc-klasse van het wereldkampioenschap wegrace, waarin hij op een Sachs reed. Hij kwam enkel uit in de seizoensfinale in San Marino en eindigde hierin als zevende. In 1985 reed hij een volledig seizoen in het WK 80 cc op een Seel. Hij behaalde zijn eerste podiumplaats in Duitsland, voordat hij in de TT van Assen zijn enige Grand Prix won. Met 48 punten werd hij achter Stefan Dörflinger en Jorge Martínez derde in de eindstand.
In 1986 bleef Kafka actief in het WK 80 cc, maar stapte hierin over naar een Krauser. Zijn resultaten waren echter minder dan in het voorgaande seizoen en een zevende plaats in Groot-Brittannië was zijn beste klassering van het jaar. Met 9 punten eindigde hij als tiende in het klassement. In 1987 reed hij enkel als wildcardcoureur mee. Hij probeerde zich op een Kazuo te kwalificeren tijdens zijn thuisrace, maar slaagde hier niet in. In de drie daaropvolgende races verscheen hij niet eens aan de start. Dit waren zijn laatste races in het WK wegrace.